# Steyr 91

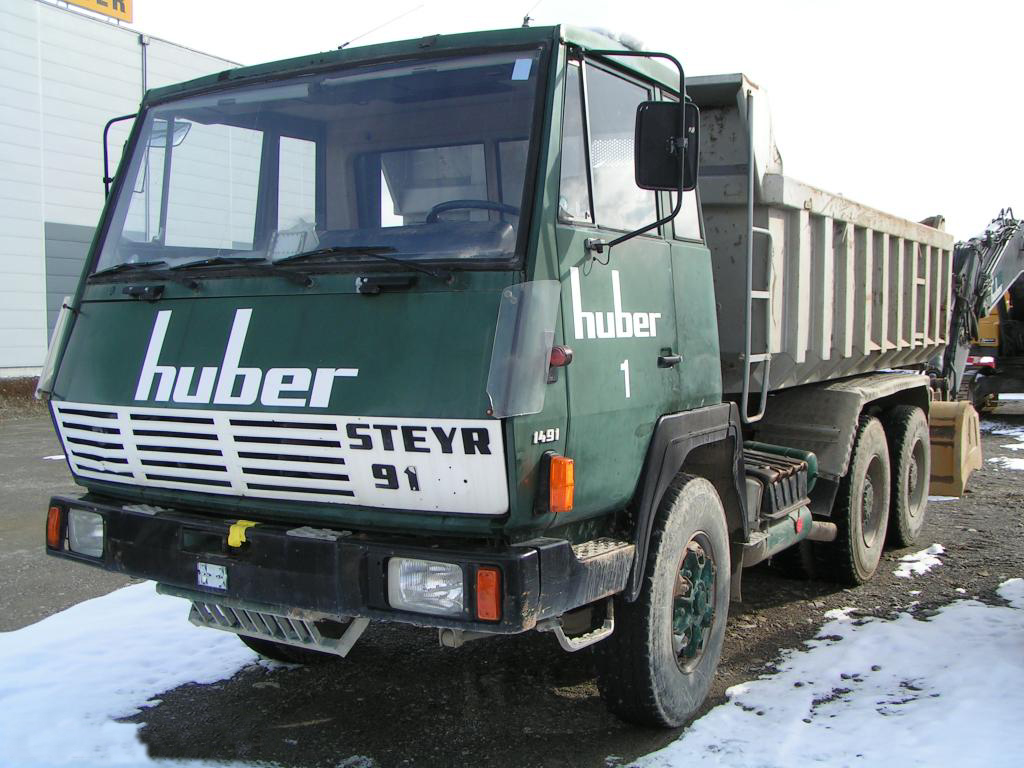
Steyr 91 (2005)

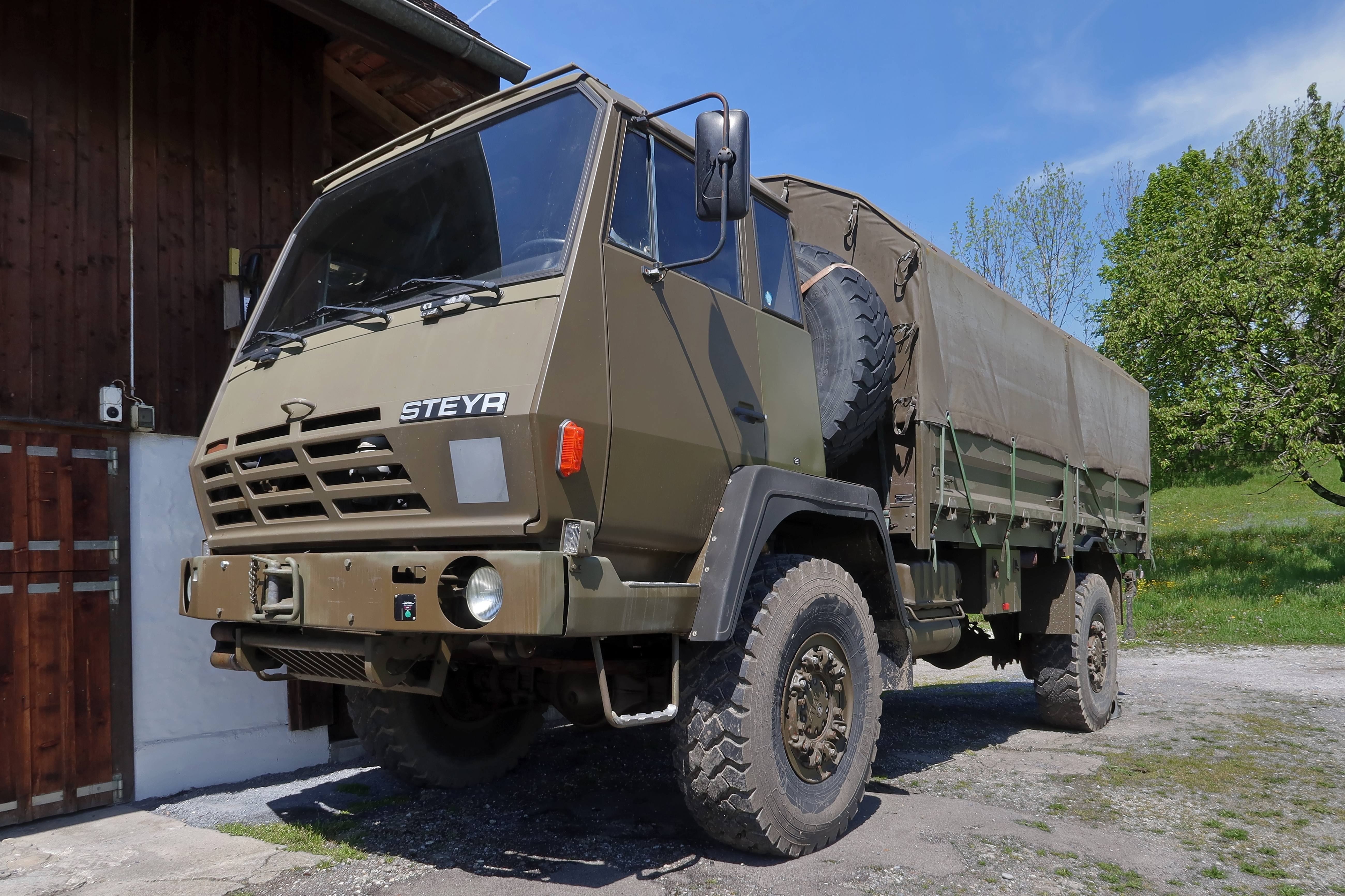
Schweizer Steyr 1291 (2021)

Der Steyr Typ 91 bildet die Basis verschiedener Lastkraftwagen-Baureihen mit dem Motor WD 615 der Steyr Daimler Puch AG. Er war der Nachfolger der Steyr 90-Plus Serie.

## Aufbau
Das Führerhaus der großen Lkw war ab der Baureihe 91 für alle Motorversionen kippbar und hatte eine erheblich verbesserte Schall- und Wärmedämmung.
Das kleine Führerhaus wurde stark überarbeitet, die neu gestaltete Front (Stoßfänger und Motorhaube) war aus Kunststoff.

## Modelle
1978 wurde die Nachfolge-Baureihe der Steyr-90-Plus-Serie mit den Typen 991, 1291 und 1491 vorgestellt.
1979 folgten 791 und 891, ab 1980 der 4-Achser 1891 (für Schweiz und Niederlande).
1982 wurden dann auch die neuen kleinen Typen Steyr 591 und 691 vorgestellt.
Aus den Allradversionen Steyr 1291 und 1491 wurden Militärfahrzeuge (Steyr 91M) entwickelt und 1983 vorgestellt. Diese Fahrzeuge konnten erfolgreich verkauft werden. Unter anderem gingen 1200 Stück an Kanada (in Zusammenarbeit mit dem Partnerunternehmen UTDC als „Percheron“), ebenso wurden Fahrzeuge auch nach Saudi-Arabien geliefert. Das Steyr-Werk in Griechenland baute die Reihe 91M für die griechische Armee. Das Österreichische Bundesheer nutzte die 1491 etwa als ABC-Abwehr- oder Logistikfahrzeuge.

## Motoren

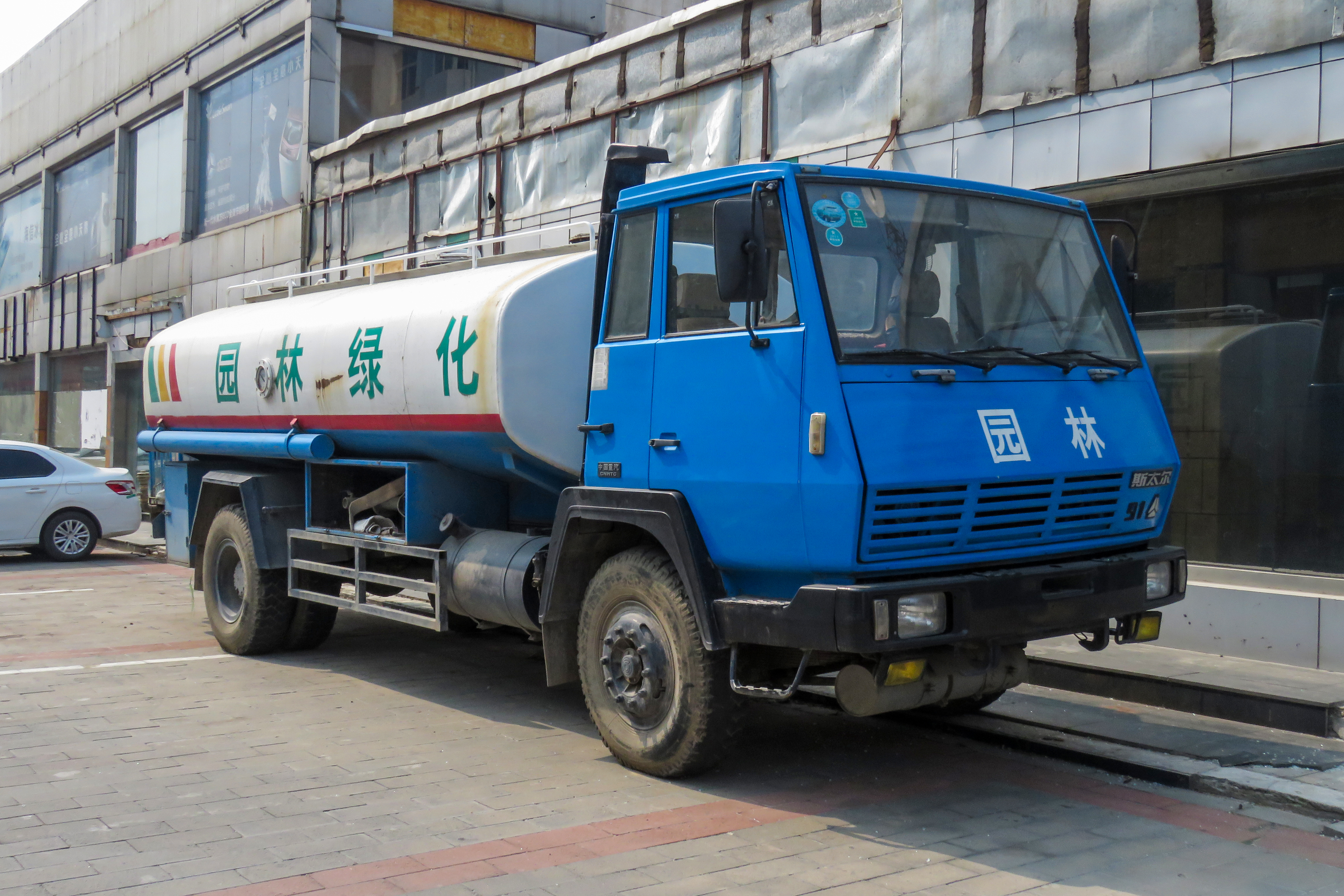
Chinesische Steyr 91

Der 6-Zylinder-Dieselmotor WD 614 war zum WD 615 mit 126/130-mm-Bohrung/Hub weiterentwickelt worden. Seine Leistung stieg dadurch auf 150 kW als Saugmotor, 190 kW als Lader und 205 kW mit Ladeluftkühlung.
Der kleinere 6-Zylinder-Motor WD 610 erhielt ebenfalls einen größeren Hubraum (WD 612 mit 108/120 mm B/H = 6595 cm3) und leistete nun 105 kW bzw. 125 kW als Lader und 155 kW mit Ladeluftkühlung.
Für die Typen Steyr 591 und 691 war die Leistung auf 100 kW gedrosselt.
Für Feuerwehrfahrgestelle 790 und 790 Allrad war dieser Motor schon ein gutes Jahr vorher zum Einsatz gekommen (siehe oben).
Der V8-Motor WD 815 erhielt etwas später ebenfalls eine höhere Leistung (330 PS turbo). Für die Zusammenarbeit mit Pol-Mot wurde auf diesem V8 ein deutlich leistungsstärkerer V10- und ein V12-Motor entwickelt. Dieser V12 entwickelte mit Turbo und Ladeluftkühlung 550 PS – diese beiden Motoren gingen aber nie in Serie. Als Ersatz für den V8-Motor wurde ein 12-Liter 6-Zylinder-Motor in komplett (nass-)geräuschgedämmter Bauweise entwickelt, der jedoch wegen zu hoher Werkzeugkosten nicht in Serie ging.

## Auslandsproduktion
Die China National Heavy Duty Truck Group (CNHTC) hatte als Hauptbestandteil ihrer Produktion den Steyr 91 im Programm (9000 Lkw 1998). Er wurde hauptsächlich an MAN-Deutschland geliefert. Die Motoren werden nach wie vor in China von Weichai Power gebaut und kommen vielfältig zum Einsatz.